# Jerome Flynn
Jerome Patrick Flynn (Bromley, 1963. március 16. –) angol színész, énekes.
Az HBO Trónok harca (2011–2019) című fantasysorozatában, a zsoldos Bronn szerepében vált ismertté. Játszott a Ripper Street cím brit bűnügyi drámasorozatban is (2012–2016), mellyel Televíziós BAFTA-díjra jelölték, továbbá főszereplő volt a Fekete tükör Pofa be és táncolj című 2016-os epizódjában. 2022-től az 1923 című western-drámasorozat egyik főszereplője.
Az 1990-es években Robson Greennel együtt a Robson & Jerome nevű popduó tagja volt. 

## Magánélete
A 18 éves kora óta vegetáriánus Flynn a húsmentes életmód lelkes szószólója és számos vegetáriánus szervezet támogatója.
Rövid ideig párkapcsolatban élt a Trónok harcában szereplő színésztársával, Lena Headeyvel. Kapcsolatuk 2014-ben ért véget. Bár elterjedt a hír, miszerint nincsenek beszélőviszonyban és a sorozat forgatásán is kerülik a közös jeleneteket, Flynn ezt cáfolta.

## Filmográfia

### Film
| Év   | Magyar cím                          | Eredeti cím                       | Szerep              | Magyar hang      |
| ---- | ----------------------------------- | --------------------------------- | ------------------- | ---------------- |
| 1988 | Meghalni a szerelemért              | A Summer Story                    | Joe Narracombe      | Csankó Zoltán    |
| 1988 | Megölni egy papot                   | To Kill a Priest                  | milícia tagja       |                  |
| 1991 | II. Edward                          | Edward II                         | Edmund of Woodstock |                  |
| 1991 | Kafka                               | Kafka                             | kastély vendége     |                  |
| 2000 |                                     | Best                              | Bobby Charlton      |                  |
| 2013 |                                     | Dante's Daemon                    | halász              |                  |
| 2017 |                                     | Loving Vincent                    | Dr. Gachet (hangja) |                  |
| 2019 | John Wick: 3. felvonás – Parabellum | John Wick: Chapter 3 – Parabellum | Berrada             | Debreczeny Csaba |

### Televízió
| Év        | Magyar cím        | Eredeti cím                 | Szerep                 | Megjegyzések                                                 |
| --------- | ----------------- | --------------------------- | ---------------------- | ------------------------------------------------------------ |
| 1985      |                   | American Playhouse          | Kurt                   | 1 epizód                                                     |
| 1986      |                   | Screen Two                  | Nigel                  | 1 epizód                                                     |
| 1986      |                   | The Monocled Mutineer       | Franny                 | 2 epizód                                                     |
| 1986      |                   | Breaking Up                 | John Mailer            | 3 epizód                                                     |
| 1986      |                   | London's Burning: The Movie | Kenny 'Rambo' Baines   | tévéfilm                                                     |
| 1988      |                   | Troubles                    | Matthews               | minisorozat (2 epizód)                                       |
| 1988      |                   | The Fear                    | Freddie                | 5 epizód                                                     |
| 1989      |                   | Flying Lady                 | Benny Barton           | 1 epizód                                                     |
| 1990      |                   | Bergerac                    | Alan Bruton            | 1 epizód                                                     |
| 1991      | Baleseti sebészet | Casualty                    | Alan Deacon            | 1 epizód                                                     |
| 1991      |                   | Boon                        | Chris Shepley          | 1 epizód                                                     |
| 1991–1995 |                   | Soldier Soldier             | Patrick "Paddy" Garvey | 44 epizód                                                    |
| 1992      |                   | Between the Lines           | Eddie Hargreaves       | 6 epizód                                                     |
| 1993      |                   | Don't Leave Me This Way     | Tony Fleming           | tévéfilm                                                     |
| 1995      |                   | A Mind to Murder            | Peter Nagle            | tévéfilm                                                     |
| 1997      |                   | Ain't Misbehavin'           | Eddie Wallis           | minisorozat (3 epizód)                                       |
| 1999      |                   | The Ruth Rendell Mysteries  | Martin Urban           | 2 epizód                                                     |
| 1999–2000 |                   | Badger                      | Tom McCabe             | 13 epizód                                                    |
| 2007      |                   | Tommy Zoom                  | Daniel (hangja)        | televíziós sorozat                                           |
| 2011–2019 | Trónok harca      | Game of Thrones             | Bronn                  | - 36 epizód - magyar hangja: Fazekas István                  |
| 2012–2016 |                   | Ripper Street               | Bennet Drake           | 31 epizód                                                    |
| 2016      | Fekete tükör      | Black Mirror                | Hector                 | - 1 epizód (Pofa be és táncolj) - magyar hangja: Jakab Csaba |
| 2022      | 1923              | 1923                        | Banner Creighton       | - minisorozat - magyar hangja: Fazekas István                |
| 2023      |                   | The Change                  | Pig Man                | 3 epizód                                                     |

## Díjak és jelölések
| Év   | Díj                     | Kategória                            | Jelölt mű     | Eredmény | Ref. |
| ---- | ----------------------- | ------------------------------------ | ------------- | -------- | ---- |
| 2011 | Screen Actors Guild-díj | legjobb szereplőgárda (drámasorozat) | Trónok harca  | Jelölve  |      |
| 2013 | Televíziós BAFTA-díj    | legjobb férfi mellékszereplő         | Ripper Street | Jelölve  |      |
| 2015 | Screen Actors Guild-díj | legjobb szereplőgárda (drámasorozat) | Trónok harca  | Jelölve  |      |

## Fordítás
- Ez a szócikk részben vagy egészben  a   Jerome Flynn című angol Wikipédia-szócikk ezen változatának fordításán alapul.  Az eredeti cikk szerkesztőit annak laptörténete sorolja fel. Ez a jelzés csupán a megfogalmazás eredetét és a szerzői jogokat jelzi, nem szolgál a cikkben szereplő információk forrásmegjelöléseként.